# Municipio de Teutopolis
El municipio de Teutopolis (en inglés: Teutopolis Township) es un municipio ubicado en el condado de Effingham en el estado estadounidense de Illinois. En el año 2010 tenía una población de 2605 habitantes y una densidad poblacional de 59,04 personas por km².

## Geografía
El municipio de Teutopolis se encuentra ubicado en las coordenadas 39°7′50″N 88°29′44″O / 39.13056, -88.49556. Según la Oficina del Censo de los Estados Unidos, el municipio tiene una superficie total de 44.12 km², de la cual 44,12 km² corresponden a tierra firme y (0 %) 0 km² es agua.

## Demografía
Según el censo de 2010, había 2605 personas residiendo en el municipio de Teutopolis. La densidad de población era de 59,04 hab./km². De los 2605 habitantes, el municipio de Teutopolis estaba compuesto por el 98,58 % blancos, el 0,04 % eran afroamericanos, el 0,31 % eran asiáticos, el 0,92 % eran de otras razas y el 0,15 % eran de una mezcla de razas. Del total de la población el 1,42 % eran hispanos o latinos de cualquier raza.